# Slow It Down
«Slow It Down»  —en español: «Baje la velocidad»— es una versión única de la artista escocesa Amy Macdonald, lanzado como el primer sencillo de su tercer álbum de estudio de Life in a Beautiful Light. La canción fue lanzada el 20 de abril de 2012 y fue escrita por Amy Macdonald y producido por Pete Wilkinson. La canción entró en el UK Singles Chart en el número 45, su trazado más alto solo, ya que "This Is the Life" alcanzó el número 28 en 2007. La canción también ha trazado en Austria, Bélgica, Alemania y Suiza.

## Vídeo musical
El vídeo musical de la canción, dirigido por Pip, fue lanzado el 9 de mayo de 2012. El clip se rodó en el Desierto de Tabernas y el Parque natural del Cabo de Gata-Níjar, en la provincia de Almería.  Se ve a Macdonald en un desierto, y un chico que corre a toda prisa, y que va creciendo mientras pasa de la bicicleta, al caballo, y al final al coche.  El chico, ya un hombre, acaba por fin al atardecer junto a Macdonald.

## Lista de canciones
Descarga digital
1. "Slow It Down" - 3:52

2-Track sencillo (Alemania)
1. "Slow It Down" - 3:52
2. "Human Spirit" - 2:06

## Posicionamiento en listas
| Listas (2012)                               | Mejor posición |
| ------------------------------------------- | -------------- |
| Austria (Ö3 Austria Top 40)                 | 52             |
| Bélgica (Flandes) (Ultratip Bubbling Under) | 15             |
| Bélgica (Valonia) (Ultratip Bubbling Under) | 14             |
| Alemania (Media Control AG)                 | 38             |
| Ireland (IRMA)                              | 57             |
| Polonia (Polish Airplay Top 100)            | 5              |
| Escocia (Scottish Singles Sales Chart)      | 16             |
| Suiza (Schweizer Hitparade)                 | 24             |
| Reino Unido (UK Singles Chart)              | 45             |